# Sojuz TM-1
Sojuz TM-1 fu una missione priva di equipaggio del programma Sojuz sovietico.
Fu il settantasettesimo volo nell'ambito del programma Sojuz, nonché il secondo volo diretto alla stazione spaziale Mir.
Si trattò dell'unica missione di collaudo priva di equipaggio della nuova navicella Sojuz-TM (anche se rimase classificata come Sojuz 7K-ST), che fungerà da mezzo di trasporto dei vari equipaggi per la stazione spaziale Mir.
Se fino a tale data era solito per il regime sovietico indicare missioni e voli di collaudo esclusivamente con la denominazione di camuffamento Cosmos - per consentire di poter nascondere un eventuale insuccesso più facilmente davanti all'opinione pubblica - questa missione risulta come una delle poche missioni di collaudo sovietiche indicate con una denominazione ufficiale.
Tale fatto è sicuramente dovuto al successo della missione stessa.

## Missione
Durante lo svolgimento della missione Sojuz T-15, il primo equipaggio che si agganciò alla stazione Mir si trasferì temporaneamente a bordo della Saljut 7, lasciando pertanto la stazione spaziale disabitata.
La manovra automatica d'aggancio della Sojuz TM-1 riuscì alla perfezione. La navicella rimase agganciata alla stazione spaziale per poco meno di 9 giorni.
La missione si concluse con il collaudo dell'affidabilità della nuova navicella spaziale durante la delicata fase di rientro ed atterraggio. I risultati ottenuti furono ottimi e la missione poté essere considerata il superamento dell'esame di maturità per il nuovo tipo di navicella spaziale Sojuz-TM.